# 阿梅卡河
阿梅卡河是墨西哥的河流，位於該國西部，河道全長205公里，流域面積12,214平方公里，發源自瓜達拉哈拉以西23公里，流經哈利斯科州和納亞里特州。
20°40′21″N 105°16′52″W / 20.6725°N 105.281°W